# Az EU környezetvédelmi alapelvei

## AzEurópai Uniófontosabb környezetjogi alapelvei
1. Az egészséges környezethez fűződő jog alapvető emberi jog
2. Elővigyázatosság elve – a környezeti ártalmakat tudatosan meg kell előzni, a megelőzés eszköze a környezeti hatáselemzés
3. Magas szintű védelem elve – Nyugat-Európában a lehető legmagasabb szintű technikát kell alkalmazni a környezetvédelemre
4. Integrálás elve – a környezetvédelmet a gazdaságpolitikába, a társadalmi tevékenységbe kell integrálni
5. Kötelező a környezetvédelem oktatása
6. Szubszidiaritás elve – kisegítés, a hatalmi szintek közötti munkamegosztásról szól, a különféle problémákat a keletkezési szinten kell megoldani, az EU csak akkor lép közbe, ha az állam nem tud közbenjárni
7. Helyettesítés elve – magasabb veszéllyel járó technikát alacsonyabb veszéllyel járóra kell cserélni, illetve a környezetre veszélyes anyagok betiltása
8. Mérhetőség elve – termékeket a piac érdekében össze lehessen hasonlítani, például káros anyag tartalom egységes mérésével
9. Biodiverzitás védelmének az elve
10. Együttműködés elve – információs kötelezettségek az országon belül, illetve az országokon kívül
11. Fenntartható fejlődés elve – a jelen szükségleteit úgy kell kielégíteni, hogy a következő nemzedékek is élhessenek
  - a fenntartható ipar elvei:
    - mérgező anyagot ne tartalmazzon a termék
    - a termék alkatrészeiben és anyagaiban újrahasznosítható legyen
    - olyan terméket engedjen be a piacra, aminek az élettartama elég hosszú
    - hulladékszegény technológiát alkalmazzon (vagy a hulladék hasznosításáról legyenek ismeretek)
    - a termelésbe való anyag, és energia bevitel csökkenjen
    - a használt termékek felújíthatóak legyenek

  - a fenntartható társadalom elvei:
    - életközösségek tisztelete és védelme
    - a nem megújítható erőforrások felhasználásának minimalizálása (olaj, földgáz, szén)
    - a közösség képessé tétele arra, hogy a környezetről gondoskodni tudjon
    - a globális együttműködés kialakítása a világban

Az Európai Unió elvárja, hogy minden ország nemzeti pénzügyi kereteket biztosítson a környezetvédelemhez.